# Ginástica nos Jogos Olímpicos de Verão de 2016 - Qualificação
Este artigo detalha a fase de qualificação para as três modalidades de ginástica nos Jogos Olímpicos de Verão de 2016, conforme definido pela Federação Internacional de Ginástica - FIG. Estão em disputa pelo menos 311 vagas, de trezentas e vinte e quatro vagas disponíveis. Outras vagas podem ser conquistadas, conforme o desempenho do país-sede nas qualificatórias.

## Ginástica artística
Estão disponíveis noventa e seis vagas para cada sexo, de um total de noventa e oito disponíveis, totalizando 196 atletas na modalidade.
País-sede: caso o Brasil não se qualifique para nenhuma vaga masculina ou feminina, o país tem direito a uma vaga de cada sexo, que é destinada ao melhor classificado em todos os aparelhos no Campeonato Mundial de 2015.
Limites de vagas e atletas por CON:
Cada Comitê Olímpico Nacional - CON pode inscrever uma equipe masculina e uma equipe feminina, compostas de cinco ginastas. Caso não se qualifique para levar uma equipe, cada CON pode qualificar apenas um atleta de cada sexo.
Os atletas medalhistas por algum aparelho no Campeonato Mundial de 2015, que não se classifiquem por equipe, estão qualificados, o que pode fazer com que um CON tenha mais de cinco componentes de um determinado sexo.

### Eventos qualificatórios
Qualificação por equipe
As vinte e quatro equipes, com um total de cento e vinte atletas, foram qualificadas em dois torneios:
- Oito equipes masculinas e oito femininas no Campeonato Mundial de 2015
- Quatro equipes masculinas e quatro femininas no evento-teste olímpico de 2016 (disputam apenas equipes classificadas entre as 16 melhores do Campeonato Mundial de 2015).

As vagas conquistadas por equipe são destinadas ao Comitê Olímpico Nacional - CON ao qual pertence a equipe que a conquistou, não pertence aos atletas. 
Qualificação individual
Os atletas inscritos para as equipes qualificadas participam também nas disputas individuais, portanto atletas de representações já classificadas por equipe não têm direito a vaga individual.
As vagas conquistadas individualmente pertencem ao atleta que a conquistou, exceto se a respectiva equipe se classificar entre as oito primeiras do evento-teste de 2016. Cada atleta só pode garantir uma vaga.
Os atletas não qualificados por equipe têm a possibilidade de se qualificar nas seguintes competições:
- Os dezoito medalhistas por aparelhos no masculino e as doze medalhistas no feminino no Campeonato Mundial de 2015.
- Os melhores na competição individual em todos os aparelhos do evento-teste olímpico de 2016, do qual participam quarenta atletas de cada sexo com base no Mundial de 2015, dezoito no masculino e vinte e quatro no feminino. Cada CON só pode se qualificar para um vaga masculina e uma feminina.
- São garantidas duas vagas para cada continente (África, América, Ásia e Europa), uma para a Oceania e uma para o país-sede. Caso não tenham sido preenchidas serão destinadas aos melhores do continente na competição individual em todos os aparelhos do evento-teste olímpico de 2016, limitado a um atleta por COM.
- Caso as noventa e seis vagas não estejam preenchidas, estas vagas são destinadas aos melhores na competição individual em todos os aparelhos do Mundial de 2015, ainda não qualificados, limitado a um atleta por CON.

| Competição                                     | Data                       | Local                  | Equipe  | Equipe  | Atletas | Atletas |
| Competição                                     | Data                       | Local                  | M       | F       | M       | F       |
| ---------------------------------------------- | -------------------------- | ---------------------- | ------- | ------- | ------- | ------- |
| Campeonato Mundial de Ginástica Artística 2015 | 7 a 15 de setembro de 2015 | Glasgow Escócia        | 8 (40)  | 8 (40)  | 18      | 12      |
| Evento-teste olímpico de ginástica 2016        | 16 a 22 de abril de 2016   | Rio de Janeiro, Brasil | 4 (20)  | 4 (20)  | 18      | 24      |
| Total                                          | Total                      | Total                  | 12 (60) | 12 (60) | 36      | 36      |

### Tabela de qualificação
| Competição | Masculino          | Masculino                  | Masculino | Masculino |                                        | Feminino                               | Feminino                               | Feminino                               | Feminino |
| Competição | Ranking            | Qualificados               | Equipe    | Atletas   | Ranking                                | Qualificados                           | Equipe                                 | Atletas                                |          |
| --- | ------------------ | -------------------------- | --------- | --------- | -------------------------------------- | -------------------------------------- | -------------------------------------- | -------------------------------------- | -------- |
| País-sede |                    | BRA Brasil                 | 0         | 0         |                                        | BRA Brasil                             | 0                                      | 0                                      |          |
| Campeonato Mundial 2015 | 1º                 | JPN Japão                  | 1         | 5         |                                        | 1º                                     | USA Estados Unidos                     | 1                                      | 5        |
| Campeonato Mundial 2015 | 2º                 | CHN China                  | 1         | 5         | 2º                                     | RUS Rússia                             | 1                                      | 5                                      |          |
| Campeonato Mundial 2015 | 3º                 | GBR Grã-Bretanha           | 1         | 5         | 3º                                     | GBR Grã-Bretanha                       | 1                                      | 5                                      |          |
| Campeonato Mundial 2015 | 4º                 | RUS Rússia                 | 1         | 5         | 4º                                     | CHN China                              | 1                                      | 5                                      |          |
| Campeonato Mundial 2015 | 5º                 | USA Estados Unidos         | 1         | 5         | 5º                                     | ITA Itália                             | 1                                      | 5                                      |          |
| Campeonato Mundial 2015 | 6º                 | SUI Suíça                  | 1         | 5         | 6º                                     | JPN Japão                              | 1                                      | 5                                      |          |
| Campeonato Mundial 2015 | 7º                 | BRA Brasil                 | 1         | 5         | 7º                                     | CAN Canadá                             | 1                                      | 5                                      |          |
| Campeonato Mundial 2015 | 8º                 | KOR Coreia do Sul          | 1         | 5         | 8º                                     | NED Países Baixos                      | 1                                      | 5                                      |          |
| Evento-teste olímpico 2016 | 1º                 | GER Alemanha               | 1         | 5         | 1º                                     | BRA Brasil                             | 1                                      | 5                                      |          |
| Evento-teste olímpico 2016 | 2º                 | UKR Ucrânia                | 1         | 5         | 2º                                     | GER Alemanha                           | 1                                      | 5                                      |          |
| Evento-teste olímpico 2016 | 3º                 | NED Países Baixos          | 1         | 5         | 3º                                     | BEL Bélgica                            | 1                                      | 5                                      |          |
| Evento-teste olímpico 2016 | 4º                 | FRA França                 | 1         | 5         | 4º                                     | FRA França                             | 1                                      | 5                                      |          |
| Campeonato Mundial 2015 - Argolas | 1º                 | GRE Eleftherios Petrounias |           | 1         |                                        |                                        |                                        |                                        |          |
| Campeonato Mundial 2015 - Barra fixa | 3º                 | CUB Manrique Larduet       |           | 1         |                                        |                                        |                                        |                                        |          |
| Campeonato Mundial 2015 - Barras assimétricas |                    |                            |           |           | Medalhistas classificadas por equipe\| | Medalhistas classificadas por equipe\| | Medalhistas classificadas por equipe\| | Medalhistas classificadas por equipe\| |          |
| Campeonato Mundial 2015 - Barras paralelas | 3º                 | AZE Oleg Stepko            |           | 1         |                                        |                                        |                                        |                                        |          |
| ´Campeonato Mundial 2015 - Cavalo com alças | 3º                 | ARM Harutyun Merdinyan     |           | 1         |                                        |                                        |                                        |                                        |          |
| Campeonato Mundial 2015 - Salto | 1º                 | PRK Ri Se-gwang            |           | 1         | 2ª                                     | PRK Hong Un-jong                       |                                        | 1                                      |          |
| Campeonato Mundial 2015 - Salto | 2º                 | ROU Marian Drăgulescu      |           | 1         | 2ª                                     | PRK Hong Un-jong                       |                                        | 1                                      |          |
| Campeonato Mundial 2015 - Solo | 3º                 | ESP Rayderley Zapata       |           | 1         | Medalhistas classificadas por equipe   | Medalhistas classificadas por equipe   | Medalhistas classificadas por equipe   | Medalhistas classificadas por equipe   |          |
| Campeonato Mundial 2015 - Trave |                    |                            |           |           | Medalhistas classificadas por equipe   | Medalhistas classificadas por equipe   | Medalhistas classificadas por equipe   | Medalhistas classificadas por equipe   |          |
| Evento-teste olímpico 2016 | 2º / 34º           | COL **                     |           | 1         | 1ª                                     | SUI *                                  |                                        | 1                                      |          |
| Evento-teste olímpico 2016 | 6º / 36º           | MEX **                     |           | 1         | 8ª                                     | GUA Ana Sofía Gómez                    |                                        | 1                                      |          |
| Evento-teste olímpico 2016 | 7º                 | BLR Andrey Likhovitskiy    |           | 1         | 9ª                                     | VEN Jessica López                      |                                        | 1                                      |          |
| Evento-teste olímpico 2016 | 10º                | ISR Alexander Shatilov     |           | 1         | 13ª / 36ª                              | GRE **                                 |                                        | 1                                      |          |
| Evento-teste olímpico 2016 | 11º                | TUR Ferhat Arican          |           | 1         | 14ª / 49ª                              | HUN **                                 |                                        | 1                                      |          |
| Evento-teste olímpico 2016 | 12º                | ESP *                      |           | 1         | 18ª / 28ª                              | ESP **                                 |                                        | 1                                      |          |
| Evento-teste olímpico 2016 | 13º                | ARM Artur Davtyan          |           | 1         | 19ª                                    | AUS *                                  |                                        | 1                                      |          |
| Evento-teste olímpico 2016 | 14º                | CUB Randy Lerú             |           | 1         | 20ª                                    | UKR Angelina Kysla                     |                                        | 1                                      |          |
| Evento-teste olímpico 2016 | 15º                | CRO Filip Ude              |           | 1         | 22ª / 25ª                              | MEX **                                 |                                        | 1                                      |          |
| Evento-teste olímpico 2016 | 17º                | BEL Bélgica*               |           | 1         | 24ª                                    | ROU *                                  |                                        | 1                                      |          |
| Evento-teste olímpico 2016 | 20º                | AZE Petro Pakhnyuk         |           | 1         | 26ª                                    | CUB Marcia Videaux                     |                                        | 1                                      |          |
| Evento-teste olímpico 2016 | 21º                | UZB Anton Fokin            |           | 1         | 30ª                                    | POR Ana Filipa Martins                 |                                        | 1                                      |          |
| Evento-teste olímpico 2016 | 22º                | ROU *                      |           | 1         | 32ª / 35ª                              | POL **                                 |                                        | 1                                      |          |
| Evento-teste olímpico 2016 | 23º                | FIN Oskar Kirmes           |           | 1         | 37ª                                    | AUT Lisa Ecker                         |                                        | 1                                      |          |
| Evento-teste olímpico 2016 | 27º                | ITA Ludovico Edalli        |           | 1         | 38ª                                    | JAM Toni-Ann Williams                  |                                        | 1                                      |          |
| Evento-teste olímpico 2016 | 30º                | NOR Stian Skjerahaug       |           | 1         | 39ª                                    | ISL Irina Sazonova                     |                                        | 1                                      |          |
| Evento-teste olímpico 2016 | 32º                | CZE David Jessen           |           | 1         | 41ª                                    | VIE Phan Thị Hà Thanh                  |                                        | 1                                      |          |
| Evento-teste olímpico 2016 | 33º                | LTU Robert Tvorogal        |           | 1         | 42ª                                    | IND Dipa Karmakar                      |                                        | 1                                      |          |
| Evento-teste olímpico 2016 | 35º                | VIE Phạm Phước Hưng        |           | 1         | 43ª                                    | SVK Barbora Mokošová                   |                                        | 1                                      |          |
| Evento-teste olímpico 2016 | 38º                | CYP Marios Georgiou        |           | 1         | 44ª                                    | NZL Courtney McGregor                  |                                        | 1                                      |          |
| Evento-teste olímpico 2016 | 40º                | IRL Kieran Behan           |           | 1         | 45ª                                    | UZB Oksana Chusovitina                 |                                        | 1                                      |          |
| Evento-teste olímpico 2016 | 41º                | GRE Vlasios Maras          |           | 1         | 46ª                                    | ARM Houry Gebeshian                    |                                        | 1                                      |          |
| Evento-teste olímpico 2016 | 42º                | POR Gustavo Simões         |           | 1         | 48ª                                    | PER Ariana Orrego                      |                                        | 1                                      |          |
| Evento-teste olímpico 2016 | 43º                | NZL Mikhail Koudinov       |           | 1         | 50ª                                    | CHI Simona Castro                      |                                        | 1                                      |          |
| Evento-teste olímpico 2016 | 44º                | RSA Ryan Patterson         |           | 1         | 52ª                                    | SLO Teja Belak                         |                                        | 1                                      |          |
| Evento-teste olímpico 2016 | 45º                | CHI Tomás González         |           | 1         | 53ª                                    | TUR Tutya Yılmaz                       |                                        | 1                                      |          |
| Evento-teste olímpico 2016 | 46º / 48º          | HUN **                     |           | 1         | 54ª                                    | SWE Emma Larsson                       |                                        | 1                                      |          |
| Evento-teste olímpico 2016 | 47º                | TPE Lee Chih-kai           |           | 1         | 55ª                                    | TTO Marisa Dick                        |                                        | 1                                      |          |
| Evento-teste olímpico 2016 | 48º                | CAN Canadá                 |           | 1         | 56ª                                    | CRO Ana Đerek                          |                                        | 1                                      |          |
| |                    |                            |           |           | 57ª                                    | COL Catalina Escobar                   |                                        | 1                                      |          |
| 58ª | BLR Kylie Dickson  |                            | 1         |           |                                        |                                        |                                        |                                        |          |
| 59ª | IRL Ellis O'Reilly |                            | 1         |           |                                        |                                        |                                        |                                        |          |
| 60ª | KOR Coreia do Sul  |                            | 1         |           |                                        |                                        |                                        |                                        |          |
| 61ª | ARG Ailen Valente  |                            | 1         |           |                                        |                                        |                                        |                                        |          |
| Cota continental - África | 53º                | ALG Mohamed Bourguieg      |           | 1         | 70ª                                    | ALG Farah Boufadene                    |                                        | 1                                      |          |
| Cota continental - África | 53º                | ALG Mohamed Bourguieg      | 119ª      | 1         | EGY Sherine El-Zeiny***                |                                        | 1                                      |                                        |          |
| Convite - Comissão tripartite |                    | MON Kevin Crovetto         |           | 1         |                                        | PAN Isabella Amado                     |                                        | 1                                      |          |
| Total | Total              | Total                      | 12        | 98        |                                        |                                        | 12                                     | 98                                     |          |
| * Romênia ficou em 5º, Espanha em 6º, Bélgica em 7º e Canadá em 8º por equipe no masculino; Austrália em 5º, Suíça em 6º, Romênia em 7º e Coreia do Sul em 8º no feminino, portanto a vaga pertence ao CON ** Colômbia, 17º, Bélgica, 18º e Hungria, 22º, no Mundial por equipes masculino; Espanha, 17º, Hungria, 18º, Polônia, 19º, México. 21º, Grécia, 24º no feminino, com pelo menos dois atletas entre os qualificados (1º a 49º; 1ª a 61ª), podem escolher entre os dois melhores classificados. *** Herdou a vaga, pois duas atletas da África do Sul se qualificaram, mas não atenderam ao critério do Comitê Olímpico Sulafricano. |                    |                            |           |           |                                        |                                        |                                        |                                        |          |

## Ginástica rítmica
Estão disponíveis oitenta e nove vagas, para um total de 96 atletas. Setenta vagas são para os catorze grupos e vinte seis para a competição individual.
País-sede: caso o Brasil não se qualifique, o país tem direito a uma vaga para grupo, com cinco atletas, e uma vaga individual. O grupo inscrito tem de ter participado dos Mundiais de 2014 e 2015 e do evento-teste de 2016. A vaga individual é destinada ao melhor classificado no Campeonato Mundial de 2015.
Limites de vagas e atletas por CON: cada Comitê Olímpico Nacional - CON pode inscrever um grupo, composto de cinco atletas, e duas ginastas para a competição individual, totalizando sete ginastas.

### Eventos qualificatórios
Qualificação por grupo
Os catorze grupos, com um total de setenta atletas, foram qualificadas em dois torneios:
- Dez grupos no Campeonato Mundial de 2015, os oito melhores classificados e o melhor grupo de dois continentes ainda não representados.
- Três grupos no evento-teste olímpico de 2016 (disputam apenas os seis melhores grupos não qualificados do Campeonato Mundial de 2015 e um grupo do país-sede, caso não qualificado).
- Uma vaga para o país-sede. Caso o país-sede já tenha conquistado sua vaga, sua vaga fica à disposição para o quarto colocado do evento-teste de 2016.

As vagas conquistadas por grupo são destinadas ao Comitê Olímpico Nacional - CON ao qual pertence o grupo que a conquistou, não pertence às atletas. 
Qualificação individual
Cada atleta só pode garantir uma vaga. As atletas têm a possibilidade de se qualificar nas seguintes competições:
- Quinze melhores classificadas no Campeonato Mundial de 2015, limitado a duas ginastas por CON. Estas vagas são destinadas ao CON ao qual pertence a atleta que a conquistou.
- Nove melhores do evento-teste olímpico de 2016, limitado a uma ginasta por CON (disputam vinte e duas atletas com base no Mundial de 2015). As vagas pertencem à atleta que a conquistou.
- É garantida uma vaga para o país-sede, caso não tenha se qualificado.
- É garantida uma vaga para cada continente (África, América, Ásia, Europa e Oceania). Caso ainda não tenha sido preenchida, será destinada ao melhor do continente no Mundial de 2015.
- Caso as vinte e seis vagas não estejam preenchidas, estas vagas são destinadas aos melhores no evento-teste olímpico de 2016, ainda não qualificados, limitado a um atleta por CON.

| Competição                                   | Data                                   | Local                  | Equipe  | Atletas |
| -------------------------------------------- | -------------------------------------- | ---------------------- | ------- | ------- |
| Campeonato Mundial de Ginástica Rítmica 2015 | 23 de outubro a 1º de novembro de 2015 | Stuttgart , Alemanha   | 10 (50) | 15      |
| Evento-teste olímpico de ginástica 2016      | 16 a 22 de abril de 2016               | Rio de Janeiro, Brasil | 3 (15)  | 9       |
| Total                                        | Total                                  | Total                  | 13 (65) | 36      |

### Tabela de qualificação
| Competição                                    | Grupo     | Grupo                        |             | Competição              | Individual         | Individual  | Individual |
| Competição                                    | Ranking   | Qualificados                 | Ranking     | Competição              | Qualificados       | Atletas     |            |
| --------------------------------------------- | --------- | ---------------------------- | ----------- | ----------------------- | ------------------ | ----------- | ---------- |
| País-sede                                     |           | BRA Brasil                   | País-sede   |                         | BRA Natalia GAUDIO | 1           |            |
| Campeonato Mundial 2015                       | 1º        | RUS Rússia                   |             | Campeonato Mundial 2015 | 1ª / 2ª            | RUS Rússia  | 2          |
| Campeonato Mundial 2015                       | 2º        | BUL Bulgária                 | 3ª          | Campeonato Mundial 2015 | BLR Bielorrússia   | 1           |            |
| Campeonato Mundial 2015                       | 3º        | ESP Espanha                  | 4ª          | Campeonato Mundial 2015 | GEO Geórgia        | 1           |            |
| Campeonato Mundial 2015                       | 4º        | ITA Itália                   | 5ª          | Campeonato Mundial 2015 | UKR Ucrânia        | 1           |            |
| Campeonato Mundial 2015                       | 5º        | JPN Japão                    | 6ª          | Campeonato Mundial 2015 | AZE Azerbaijão     | 1           |            |
| Campeonato Mundial 2015                       | 6º        | ISR Israel                   | 7ª          | Campeonato Mundial 2015 | ISR Israel         | 1           |            |
| Campeonato Mundial 2015                       | 7º        | BLR Bielorrússia             | 8ª          | Campeonato Mundial 2015 | USA Estados Unidos | 1           |            |
| Campeonato Mundial 2015                       | 8º        | CHN China                    | 9ª          | Campeonato Mundial 2015 | ESP Espanha        | 1           |            |
| Campeonato Mundial 2015                       | 9º        | UKR Ucrânia                  | 10ª         | Campeonato Mundial 2015 | BUL Bulgária       | 1           |            |
| Cota continental - África / América / Oceania | 13º       | USA Estados Unidos           | 11ª         | Campeonato Mundial 2015 | KOR Coreia do Sul  | 1           |            |
| Evento-teste olímpico 2016                    | 1º        | GER Alemanha                 | 12ª         | Campeonato Mundial 2015 | FRA França         | 1           |            |
| Evento-teste olímpico 2016                    | 2º        | UZB Uzbequistão              | 13ª         | Campeonato Mundial 2015 | BLR Bielorrússia   | 1           |            |
| Evento-teste olímpico 2016                    | 3º        | GRE Grécia                   | 14ª         | Campeonato Mundial 2015 | GRE Grécia         | 1           |            |
|                                               |           |                              | 15ª         | Campeonato Mundial 2015 | JPN Japão          | 1           |            |
| Evento-teste olímpico 2016                    | 2ª        | KAZ ASHIRBAYEVA Sabina       | 1           |                         |                    |             |            |
| Evento-teste olímpico 2016                    | 3ª        | AUT Nicol RUPRECHT           | 1           |                         |                    |             |            |
| Evento-teste olímpico 2016                    | 4ª        | ITA Veronica BERTOLINI       | 1           |                         |                    |             |            |
| Evento-teste olímpico 2016                    | 5ª        | FIN Ekaterina VOLKOVA        | 1           |                         |                    |             |            |
| Evento-teste olímpico 2016                    | 6ª        | UZB Anastasiya SERDYUKOVA    | 1           |                         |                    |             |            |
| Evento-teste olímpico 2016                    | 7ª        | ROU Ana Luiza FILIORIANU     | 1           |                         |                    |             |            |
| Evento-teste olímpico 2016                    | 8ª        | CHN Rong SHANG               | 1           |                         |                    |             |            |
| Evento-teste olímpico 2016                    | 9ª        | GER Jana BEREZKO-MARGGRANDER | 1           |                         |                    |             |            |
| Cota continental - Oceania                    | 78ª       | AUS Danielle PRINCE          | 1           |                         |                    |             |            |
| Convite - Comissão Tripartite                 |           | CPV Elyane BOAL              | 1           |                         |                    |             |            |
| 14 grupos                                     | 14 grupos | 14 grupos                    | 26 ginastas | 26 ginastas             | 26 ginastas        | 26 ginastas |            |

## Trampolim
Estão disponíveis 16 vagas para cada sexo, para um total de 32 atletas.
País-sede: caso o Brasil não se qualifique para nenhuma vaga, o país tem direito a apenas uma vaga, independente do sexo, que é destinada ao melhor classificado no evento-teste olímpico de 2016.
Limites de vagas e atletas por CON: cada Comitê Olímpico Nacional - CON pode inscrever até quatro ginastas, dois de cada sexo. As vagas conquistadas são destinadas ao Comitê Olímpico Nacional - CON ao qual pertence o atleta que a conquistou, não pertence aos atletas, exceto as vagas continentais e a do país-sede.

### Eventos qualificatórios
As trinta e duas vagas disponíveis foram qualificadas em dois torneios:
- Oito melhores no Campeonato Mundial de 2015, limitado a dois ginastas por CON.
- Oito melhores no evento-teste olímpico de 2016 (disputam doze atletas de cada sexo com base no Mundial de 2015). Cada CON só pode se qualificar para um vaga masculina e uma feminina.
- É garantida uma vaga para o país-sede em uma das duas competições, caso não tenha se qualificado.
- É garantida uma vaga em uma das competições para pelo menos quatro continentes. Caso não tenha sido preenchida será destinada ao melhor no Mundial de 2015 de um continente não representado.
- Caso as vagas não estejam preenchidas, estas vagas são destinadas aos melhores no evento-teste olímpico de 2016.

| Competição                              | Data                        | Local                  | Atletas | Atletas |
| Competição                              | Data                        | Local                  | M       | F       |
| --------------------------------------- | --------------------------- | ---------------------- | ------- | ------- |
| Campeonato Mundial de Trampolim 2015    | 25 a 28 de novembro de 2015 | Odense, Dinamarca      | 8       | 8       |
| Evento-teste olímpico de ginástica 2016 | 16 a 22 de abril de 2016    | Rio de Janeiro, Brasil | 8       | 8       |
| Total                                   | Total                       | Total                  | 16      | 16      |

### Tabela de qualificação
| Competição                 | Masculino   | Masculino          | Masculino   |             | Feminino           | Feminino    | Feminino |
| Competição                 | Ranking     | Qualificados       | Atletas     | Ranking     | Qualificados       | Atletas     |          |
| -------------------------- | ----------- | ------------------ | ----------- | ----------- | ------------------ | ----------- | -------- |
| País-sede                  |             | BRA Brasil         | 1           |             | BRA Brasil         | 0           |          |
| Campeonato Mundial 2015    | 1º / 7º     | CHN China          | 2           |             | 1ª / 2ª            | CHN China   | 2        |
| Campeonato Mundial 2015    | 2º          | BLR Bielorrússia   | 1           | 3ª / 6ª     | BLR Bielorrússia   | 2           |          |
| Campeonato Mundial 2015    | 3º / 5º     | RUS Rússia         | 2           | 4ª          | CAN Canadá         | 1           |          |
| Campeonato Mundial 2015    | 4º / 8º     | JPN Japão          | 2           | 5ª / 7ª     | GBR Grã-Bretanha   | 2           |          |
| Campeonato Mundial 2015    | 6º          | FRA França         | 1           | 6ª          | GEO Geórgia        | 1           |          |
| Evento-teste olímpico 2016 | 3º          | NZL Nova Zelândia  | 1           | 4ª          | RUS Rússia         | 1           |          |
| Evento-teste olímpico 2016 | 4º          | POR Portugal       | 1           | 6ª          | UKR Ucrânia        | 1           |          |
| Evento-teste olímpico 2016 | 6º          | USA Estados Unidos | 1           | 7ª          | JPN Japão          | 1           |          |
| Evento-teste olímpico 2016 | 8º          | GBR Grã-Bretanha   | 1           | 8ª          | UZB Uzbequistão    | 1           |          |
| Evento-teste olímpico 2016 | 9º          | AUS Austrália      | 1           | 9ª          | GER Alemanha       | 1           |          |
| Evento-teste olímpico 2016 | 10º         | CAN Canadá         | 1           | 10ª         | POR Portugal       | 1           |          |
| Evento-teste olímpico 2016 | 11º         | KAZ Cazaquistão    | 1           | 11ª         | USA Estados Unidos | 1           |          |
| Evento-teste olímpico 2016 |             |                    |             |             | 13ª                | FRA França  | 1        |
| Total                      | 16 ginastas | 16 ginastas        | 16 ginastas | 16 ginastas | 16 ginastas        | 16 ginastas |          |